# Le Peirat
Le Peirat (en francès Le Peyrat) és un municipi francès situat al departament de l'Arieja i a la regió d'Occitània.